# مل فیلیس
مل فیلیس (انگلیسی: Mel Filis؛ زادهٔ ۳۰ ژوئیهٔ ۲۰۰۲) بازیکن فوتبال اهل انگلستان است که در پست هافبک به صورت قرضی از وستهم یونایتد برای باشگاه چارلتون اتلتیک در لیگ قهرمانی زنان انگلستان بازی می‌کند.
وی همچنین در تیم‌های ملی فوتبال زیر ۱۷ سال زنان انگلستان, زیر ۱۹ سال زنان انگلستان، و زیر ۲۳ سال زنان انگلستان بازی کرده است.